# Lisia Góra (Równina Gryficka)
Lisia Góra – wzniesienie na Równinie Gryfickiej o wysokości 57,1 m n.p.m., położone w woj. zachodniopomorskim, w powiecie kamieńskim, w gminie Golczewo. Posiada wydłużony kształt z południowego zachodu na północny wschód.
Przy zachodnim podnóżu Lisiej Góry leży wieś Upadły. Ok. 1,7 km na wschód leży wieś Świeszewo.
Ok. 0,3 km na południe biegnie struga Wołczka. Na północny wschód od Lisiej Góry znajduje się wyższe wzniesienie Bukowiec.
Nazwę Lisia Góra wprowadzono urzędowo rozporządzeniem w 1949 roku, zastępując poprzednią niemiecką nazwę Voss Berg.